# Пан гімназист
Пан гімназист (рос. Господин гимназист) — радянський художній фільм 1985 року, знятий на Кіностудії ім. М. Горького.

## Сюжет
П'ятнадцятирічний гімназист, який переживає страждання першого кохання, їде з коротким візитом до брата в Ростов і стає свідком перших революційних подій, а потім — учасником більшовицького підпілля…

## У ролях
- Ян Пузиревський — Ігор Ступін
- Ніна Меньшикова — Олена Іванівна Ступіна, матір
- Микола Сахаров — Діма Ступін
- Олексій Петренко — Кирило Андрійович Потанін, доктор
- Олександр Голобородько — Вадим Миколайович
- Дмитро Замулін — Федір
- Анастасія Деревщикова — Ася Пархаєва
- Андрій Ростоцький — поручик Губенко
- Михайло Кузнецов — Андрій Микитович Чистов, адвокат
- Юрій Зеленін — Гриша Чистов
- Валерій Войтюк — Юрій Балкович
- Юрій Комаров — Олександр Миколайович Блейш
- Юрій Саранцев — Курсовський
- Галікс Колчицький — Василь Васильович, директор гімназії
- Микола Дупак — солдат
- Ігор Пушкарьов — Авдохін
- Володимир Скляров — епізод
- В'ячеслав Молоков — осавул
- Олександр Январьов — командир патруля на вокзалі
- Георгій Мілляр — пасажир на вокзалі
- Микола Горлов — покупець в газетному кіоску на вокзалі
- Юрій Сорокін — священик
- Володимир Шихов — епізод
- Анатолій Ганшин — епізод
- Віктор Гур'янов — епізод
- Федір Гаврилов — епізод
- Юній Давидов — Павло Орлов, Асин залицяльник
- Максим Троїцький — Валентин Пархаєв, брат Асі
- Микола Погодін — більшовик
- Микола Смирнов — кондуктор в трамваї
- Манефа Соболевська — пасажирка трамваю
- Анатолій Ігонін — пасажир трамвая
- Лев Лужковський — викладач

## Знімальна група
- Режисер — Юрій Борецький
- Сценарист — Валентина Спіріна
- Оператор — Олександр Масс
- Композитор — Євген Птичкін
- Художник — Володимир Постернак